# Francisco Vázquez (conquistador)
Pour les articles homonymes, voir Vázquez et Francisco Vázquez.
Francisco Vázquez était un conquistador espagnol du XVIe siècle qui participa en 1560 à l'expédition d'Omagua et d'Eldorado dirigée par Pedro de Ursúa. Témoin privilégié de la rébellion de Lope de Aguirre, il relatera l'expédition dans un manuscrit en 1561 ou 1562 intitulé : Relation de tout ce qui s'est passé dans l'expédition de la découverte d'Omagua et d'Eldorado, entreprise par le gouverneur Pedro de Ursúa, par ordre du Marquis de Cañete, vice-roi du Pérou, laquelle traite aussi de la rébellion de Fernando de Guzmán et de Lope de Aguirre et autres tyrans. Son récit est l'un des plus détaillés des 11 manuscrits racontant l'expédition parvenus jusqu'à nous. Il fut maintes fois retranscrit et traduit en plusieurs langues.

## Éditions
Le manuscrit original est considéré comme perdu mais une édition du XVIIIe siècle est conservée à la bibliothèque de la cathédrale de Séville. La première traduction française fut réalisée par Henri Ternaux-Compans en 1842 et publiée dans le tome 93 de ses Nouvelles annales des voyages et des sciences géographiques.

## Œuvres
- Francisco Vázquez (traduction de Henri Ternaux-Compans), Relation de tout ce qui s'est passé dans l'expédition de la découverte d'Omagua et de Dorado, Nouvelles annales des voyages et des sciences géographiques, Volume 93, Quatrième série, Troisième année, Bibliothèque Nationale, France, 1842. À noter qu'une version incomplète du texte est disponible sur le site de la BNF.
- Francisco Vázquez (traduction de Henri Ternaux-Compans révisée par Bernard Emery), Relation du voyage et de la rébellion d'Aguirre, Éditions Jérôme Millon, France, 1997,  (ISBN 2-905614-33-1).